# Назаров, Дада
Дада Назаров (узб. Дада Назаров, 1910 год — 16 февраля 1959 года) — председатель колхоза имени Ахунбабаева Кош-Купырского района Хорезмской области, Узбекская ССР. Герой Социалистического Труда (1957).
В 1932 году окончил сельскохозяйственный техникум. В 1944 году вступил в ВКП(б). Принимал активное участие в общественной деятельности в родном кишлаке. В 1954 году был назначен председателем колхоза имени Ахунбабаева Кош-Купырского района.
В 1956 году вывел колхоз в число передовых сельскохозяйственных предприятий по сдаче хлопка-сырца. Указом Президиума Верховного Совета СССР от 11 января 1957 года «за выдающиеся успехи, достигнутые в деле развития советского хлопководства, широкое применение достижений науки и передового опыта в возделывании хлопчатника и получение высоких и устойчивых урожаев хлопка-сырца» удостоен звания Героя Социалистического Труда с вручением ордена Ленина и золотой медали «Серп и Молот».
С 1958 года — председатель Кош-Купырского районного исполнительного комитета.
Скончался в 1959 году.